# Calystegia macrostegia
Calystegia macrostegia är en vindeväxtart som först beskrevs av Edward Lee Greene, och fick sitt nu gällande namn av Richard Kenneth Brummitt. Calystegia macrostegia ingår i släktet snårvindor, och familjen vindeväxter.

## Underarter
Arten delas in i följande underarter:
- C. m. amplissima
- C. m. arida
- C. m. cyclostegia
- C. m. intermedia
- C. m. macrostegia
- C. m. tenuifolia

## Bildgalleri

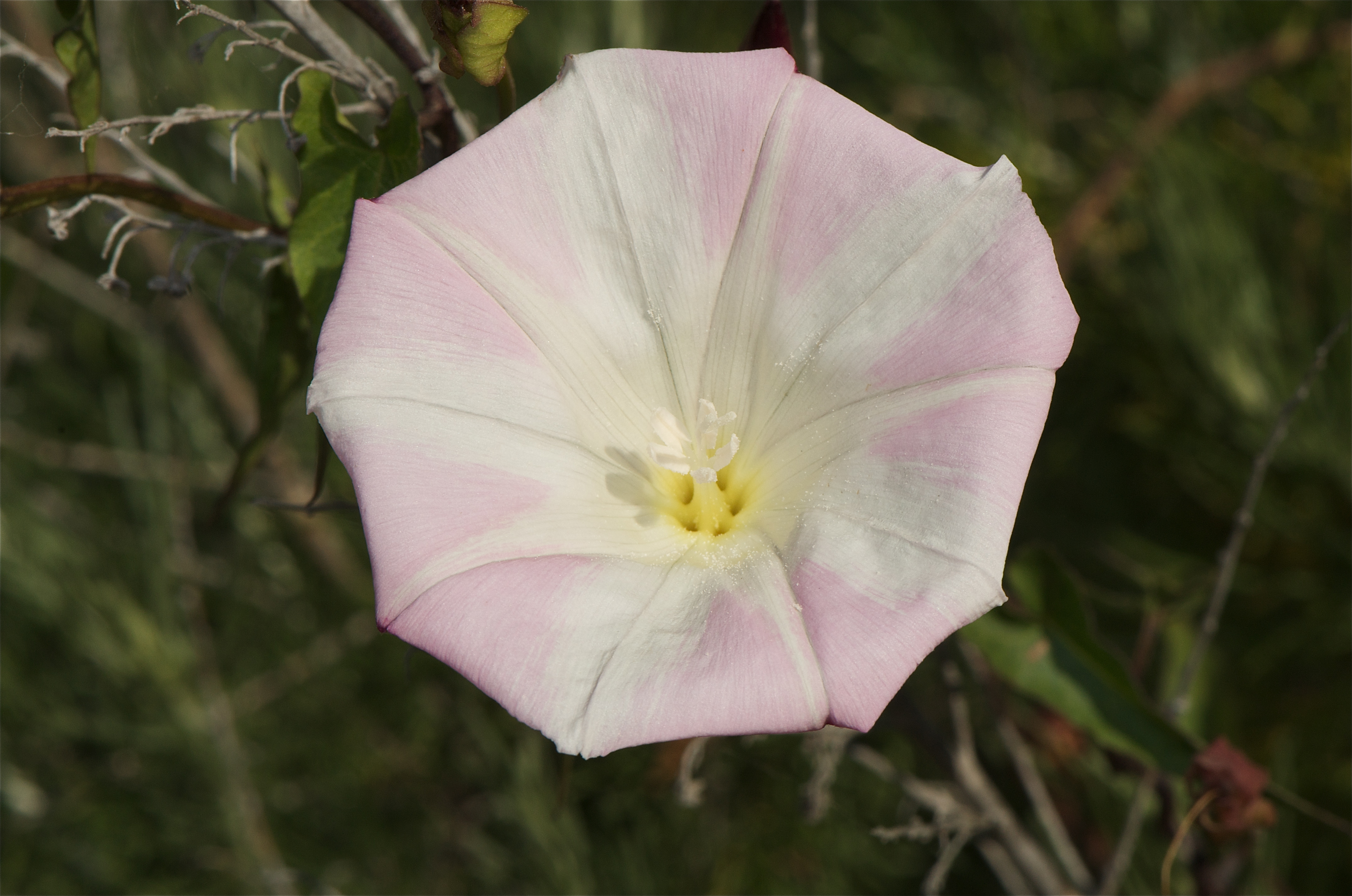
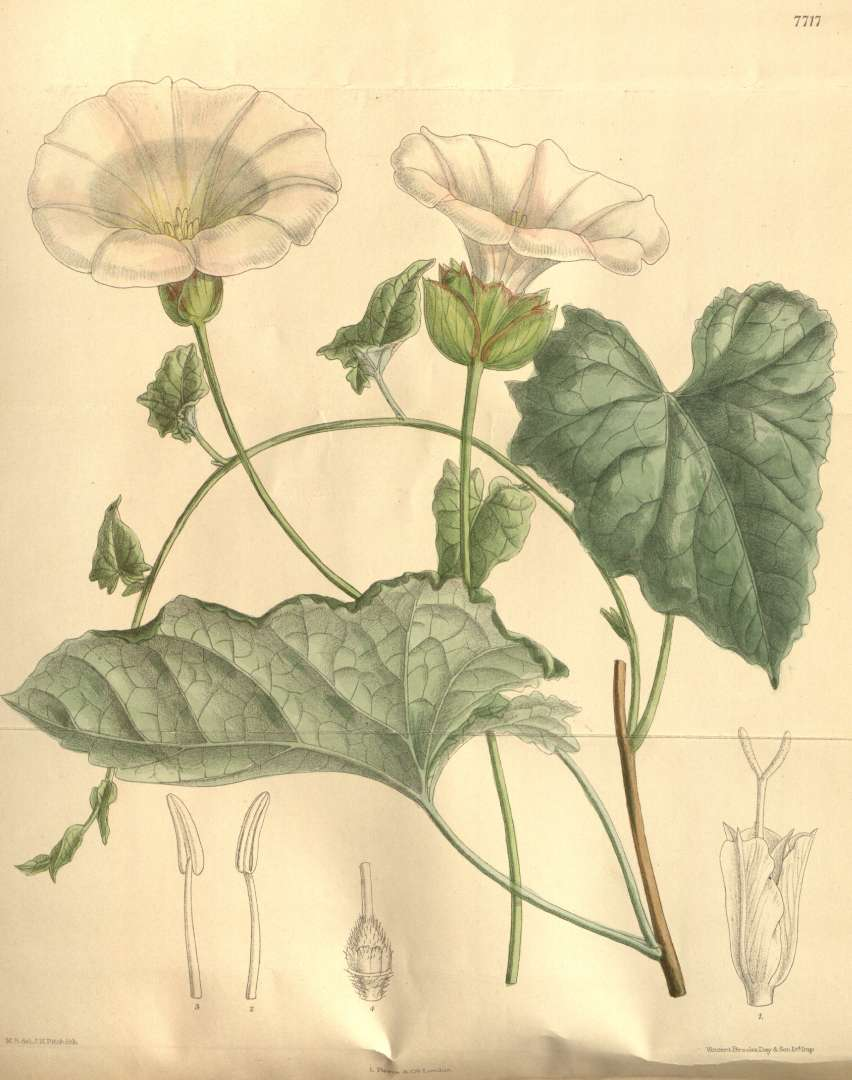
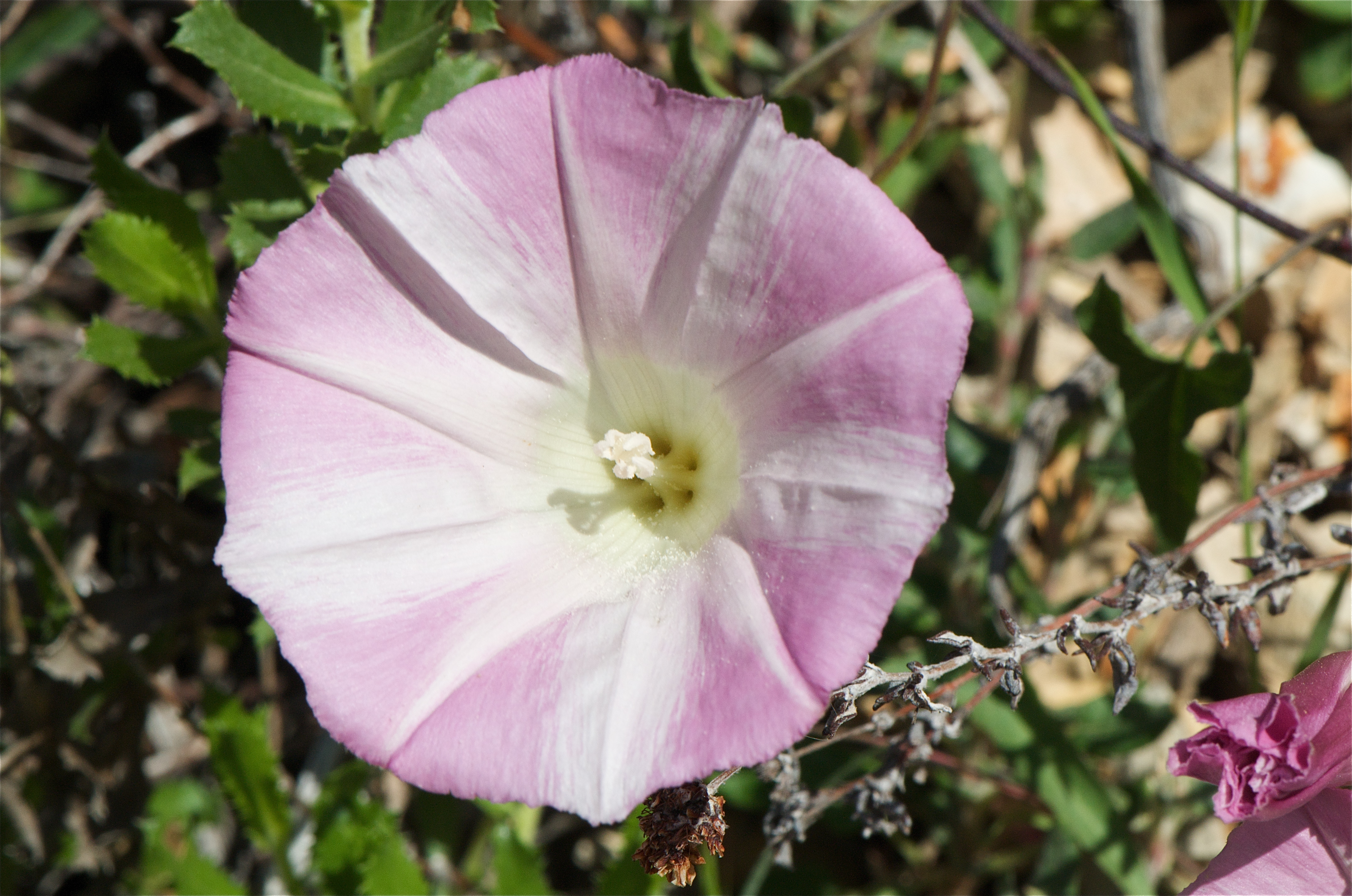
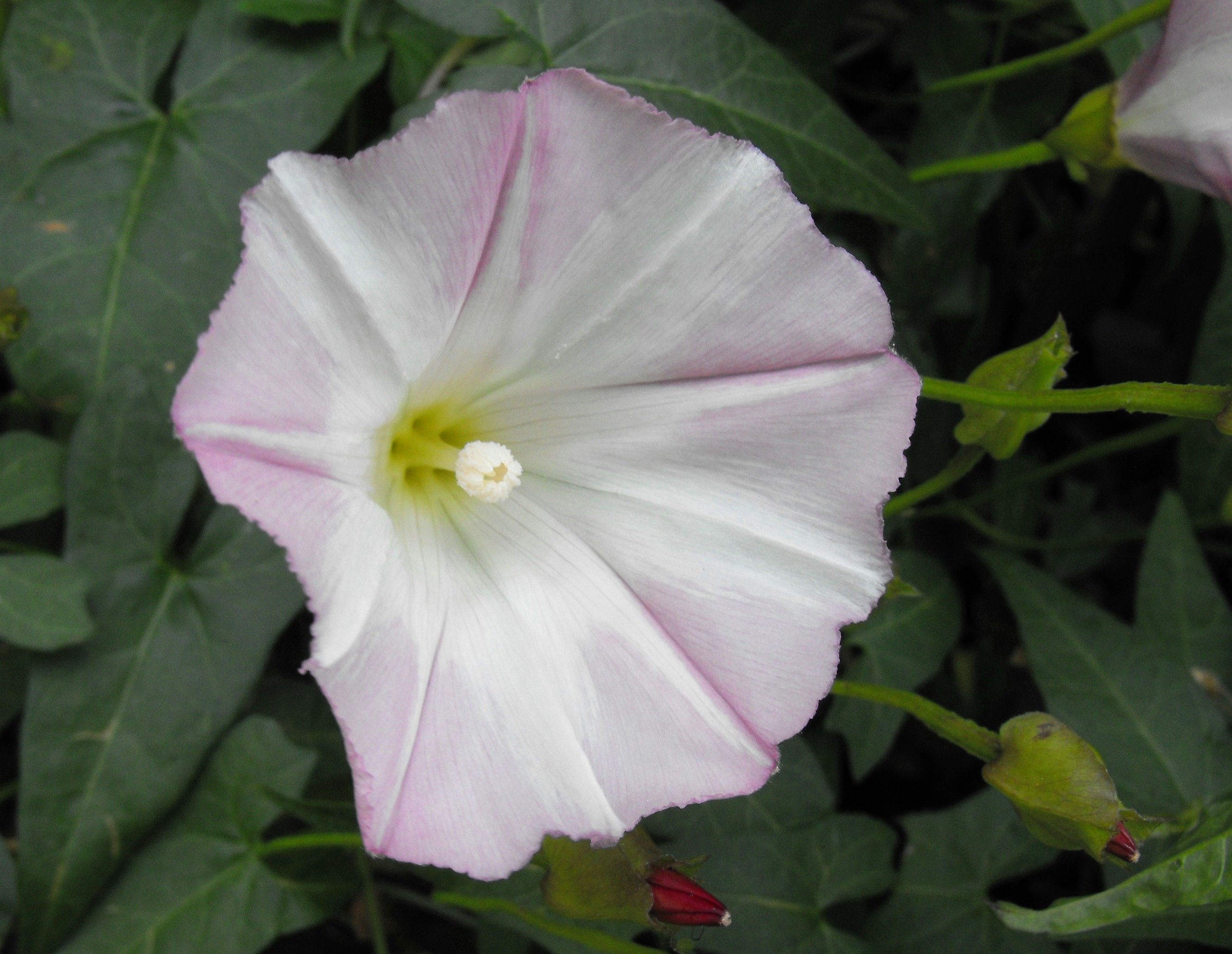